# Theope ebera
Espèce
Theope ebera eest une espèce d'insectes lépidoptères appartenant à la famille  des Riodinidae et au genre Theope.

## Taxonomie
Theope ebera a été nommé par Christian Brévignon en 2011.

## Description
Le mâle de Theope ebera (seul connu) est un papillon à frange foncée, au dessus des ailes antérieures de couleur bleu violacé clair à aire apicale marron et des ailes postérieures de couleur bleu violacé.
Le revers est jaune, avec une frange marron et jaune.

## Écologie et distribution
Theope ebera n'est présent qu'en Guyane.

### Biotope
Il réside dans la savane sub-côtière de Guyane.

### Protection
Pas de statut de protection particulier.